# Barbara Bain
Pour les articles homonymes, voir Bain.
Mildred Fogel, dite Barbara Bain, est une actrice américaine, née le 13 septembre 1931 à Chicago.

## Biographie
Diplômée de sociologie de l'université de l'Illinois, Barbara Bain commence sa carrière en tant que danseuse (sa première passion) puis mannequin à New York.
En 1957, elle épouse l'acteur Martin Landau, avec lequel elle joue ensuite dans des séries télévisées. Le couple a deux enfants, l'actrice Juliet Landau et la productrice de films Susan Bain Landau Finch.
Barbara Bain est connue pour son rôle de Cinnamon Carter dans la série Mission impossible, où Martin Landau joue également. Elle obtient pour ce rôle trois Emmy Awards en 1967, 1968 et 1969 (en 1967 et 1968, elle obtient ce prix face à Diana Rigg, actrice dans Chapeau melon et bottes de cuir, autre série culte), ainsi qu'une nomination au Golden Globe Award en 1968. 
Au milieu des années 1970, elle joue dans la série télévisée britannique de science-fiction Cosmos 1999 où elle interprète le rôle du docteur Helena Russell, Martin Landau jouant le commandant John Koenig.
En 1973, ils jouent également ensemble dans le téléfilm Chantage à Washington de Steven Spielberg.
Barbara Bain participe à d'autres séries télévisées comme Aventures dans les îles, Perry Mason, Max la Menace, Angela, 15 ans ou encore dans Arabesque.
En 1993, Barbara Bain et Martin Landau divorcent.

## Filmographie partielle

### Cinéma
- 1979 : La Malédiction du fond des temps (Don't Go Near the Park) de Lawrence David Foldes : Patty / Tra / la femme de Griffith / Petranella
- 1989 : Trust Me de Robert Houston : Mary Casal
- 1989 : Skinheads (en) de Greydon Clark : Martha
- 1990 : The Spirit of '76 de Lucas Reiner : la branchée
- 1998 : Animals (Animals with the Tollkeeper) de Michael Di Jiacomo : la mère
- 1998 : Gideon de Claudia Hoover : Sarah
- 2000 : Panic de Henry Bromell : Deidre, la mère d'Alex
- 2000 : Bel Air de Christopher Coppola : Agnes
- 2002 : American Gun d'Alan Jacobs  : Anne Tillman
- 2009 : Forget Me Not de Tyler Oliver : Sœur Dolores
- 2009 : Political Disasters de Zach Horton : Elizabeth
- 2010 : Nothing Special d'Angela Garcia Combs : Catherine
- 2016 : Silver Skies de Rosemary Rodriguez : Eve
- 2020 : On the Rocks de Sofia Coppola : Gran Keane

### Télévision
- 1958 : Harbourmaster (série télévisée), saison unique, épisode 25 The Captain's Gun : Jane
- 1959 : Mike Hammer (Mickey Spillane's Mike Hammer) (série télévisée), saison 2, épisode 2 Accentuate the Negative : Dora Church
- 1959 : Richard Diamond (Richard Diamond, Private Detective) (série télévisée), saison 3 : Karen Wells (5 épisodes)
- 1959 : State Trooper (série télévisée), saison 3, épisode 8 Fiddle Dee Dead : Madge Slausen
- 1959 : Philip Marlowe (série télévisée), saison 1, épisode 1 The Ugly Duckling : Donna Raymond
- 1966 - 1969 : Mission impossible (Mission: Impossible) (série télévisée) de Bruce Geller : Cinnamon Carter (4 saisons, 78 épisodes)
- 1971 : Murder Once Removed (téléfilm) de Charles S. Dubin : Lisa Manning
- 1972 : Goodnight, My Love (téléfilm) de Peter Hyams : Susan Lakely
- 1973 : Chantage à Washington (Savage) (téléfilm) de Steven Spielberg : Gail Abbott
- 1973 : A Summer Without Boys (téléfilm) de Jeannot Szwarc : Ellen Hailey
- 1975 - 1977 : Cosmos 1999 (Space: 1999) (série télévisée) de Gerry et Sylvia Anderson : le docteur Helena Russell (2 saisons, 48 épisodes)
- 1981 : The Harlem Globetrotters on Gilligan's Island (téléfilm) de Peter Baldwin : le docteur Olga Schmetner
- 1985 : Clair de lune (Saison 2, épisode 5, Mon beau David) : Emily Greydon
- 1991 : Arabesque (Saison 8, épisode 3, Biographie Interdite)
- 1994 : Angela, 15 ans (My So-Called Life) : Vivian Wood, la grand-mère d'Angela
- 1997 : Diagnostic : Meurtre  (Saison 5, épisode 10, Agent Secret) : Cinnamon Carter
- 1998 : Icebergs: The Secret Life of a Refrigerator (téléfilm) de Nicola Hart : Audrey
- 1998 : Walker, Texas Ranger (saison 5, épisode 6,  Prises d'otages) : la mère supérieure
- 2006 : Deux femmes en danger (Trapped!) (téléfilm) de Rex Piano : Elizabeth Kramer
- 2009 : Saison 7 des Experts, épisode 150 : La Légende vivante
- 2009 : In the Mix (téléfilm) de Valerie Weiss : Mademoiselle Crump

## Galerie de photographies

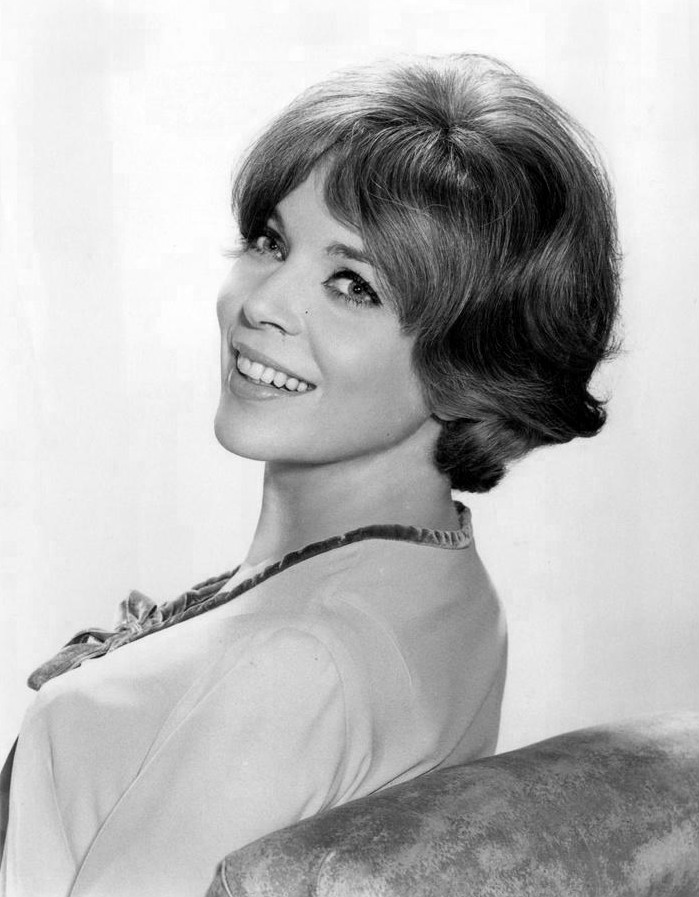
En 1966.
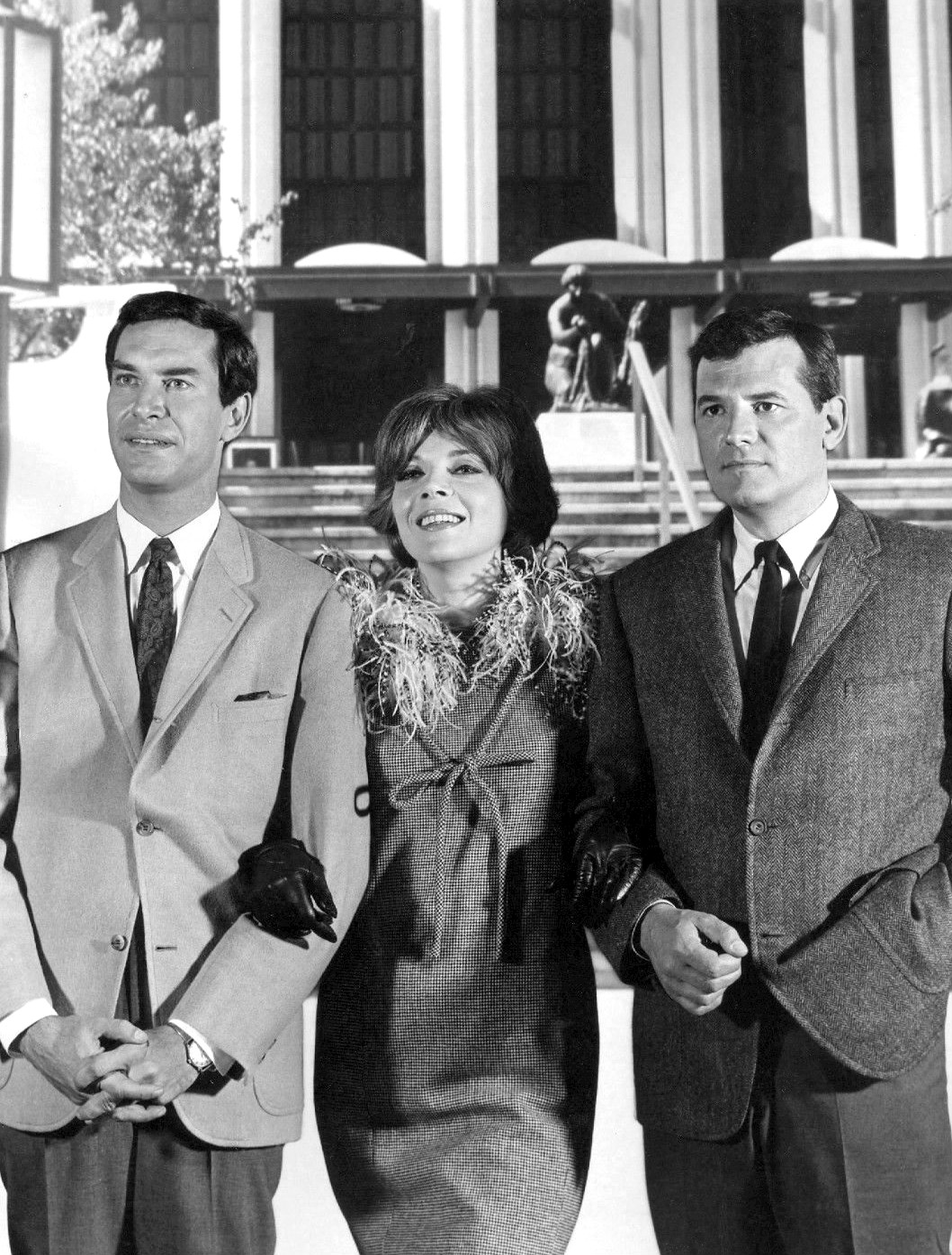
Dans Mission impossible avec Martin Landau et Steven Hill.
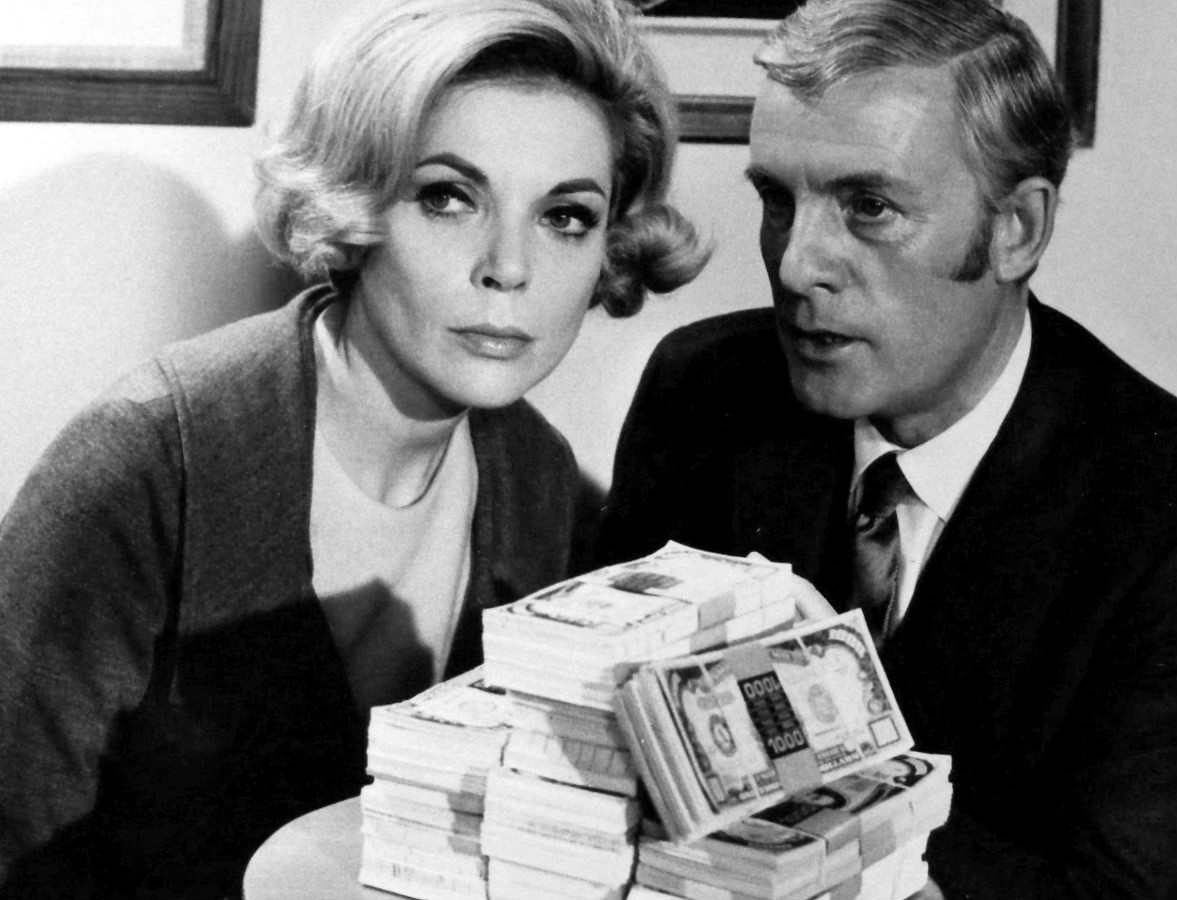
Barbara Bain et Alf Kjellin dans Mission impossible.